# Риджленд (Вісконсин)
Риджленд (англ. Ridgeland) — селище (англ. village) в США, в окрузі Данн штату Вісконсин. Населення — 258 осіб (2020).

## Географія
Риджленд розташований за координатами 45°12′8″ пн. ш. 91°53′53″ зх. д. / 45.20222° пн. ш. 91.89806° зх. д. (45.202170, -91.897947).  За даними Бюро перепису населення США в 2010 році селище мало площу 1,10 км², з яких 1,10 км² — суходіл та 0,00 км² — водойми. В 2017 році площа становила 1,19 км², з яких 1,19 км² — суходіл та 0,00 км² — водойми.

## Демографія
Згідно з переписом 2010 року, у селищі мешкали 273 особи в 127 домогосподарствах у складі 72 родин. Густота населення становила 248 осіб/км².  Було 138 помешкань (125/км²).
Расовий склад населення:
| - 97,4 % — білих - 0,7 % — азіатів |

До двох чи більше рас належало 1,8 %. Частка іспаномовних становила 0,0 % від усіх жителів.
За віковим діапазоном населення розподілялося таким чином: 23,4 % — особи молодші 18 років, 53,9 % — особи у віці 18—64 років, 22,7 % — особи у віці 65 років та старші. Медіана віку мешканця становила 42,1 року. На 100 осіб жіночої статі у селищі припадало 96,4 чоловіків;  на 100 жінок у віці від 18 років та старших — 102,9 чоловіків також старших 18 років.
Середній дохід на одне домашнє господарство  становив 58 266 доларів США (медіана — 51 250), а середній дохід на одну сім'ю — 59 786 доларів (медіана — 54 375). Медіана доходів становила 33 250 доларів для чоловіків та 45 313 долари для жінок. За межею бідності перебувало 11,5 % осіб, у тому числі 12,0 % дітей у віці до 18 років та 11,4 % осіб у віці 65 років та старших.
Цивільне працевлаштоване населення становило 127 осіб. Основні галузі зайнятості: освіта, охорона здоров'я та соціальна допомога — 26,8 %, роздрібна торгівля — 23,6 %, виробництво — 19,7 %.